# Rocky-Mountains-Wühlmaus

Verbreitungsgebiet der Rocky-Mountains-Wühlmaus

Die Rocky-Mountains-Wühlmaus (Microtus montanus) ist ein im westlichen Nordamerika verbreitetes Nagetier in der Gattung der Feldmäuse. Sie zählt innerhalb der Gattung zur Untergattung Mynomes. Eine Studie von 1959 sah sie noch als Schwesterart der Nordischen Wühlmaus (Alexandromys oeconomus). Untersuchungen von 1962 stellte eine nähere Verwandtschaft zur Wiesenwühlmaus (Microtus pennsylvanicus) und Townsend-Wühlmaus (Microtus townsendii) fest.

## Merkmale
Erwachsene Exemplare erreichen gewöhnlich eine Kopf-Rumpf-Länge von 120 bis 165 mm, eine Schwanzlänge von 29 bis 51 mm und ein Gewicht von 22 bis 45 g. Die Hinterfüße sind 15 bis 22 mm lang und die Ohren erreichen eine Länge von 9 bis 15 mm. Typisch für die Art ist, dass sie in ihrem ganzen Leben wächst. Das oberseitige Fell besteht aus einer grauen Unterwolle und Deckhaaren, die an der Wurzel grau, in der Mitte gelb bis gelbbraun und an den Spitzen dunkelbraun bis schwarz sind. So ergibt sich ein gesprenkelt gelbbraunes Aussehen. In den dunkler gefärbten südlichen Populationen ist die Haarmitte mehr rotbraun. Die Flanken sind heller als der Rücken und Weibchen weisen eine größere Variation auf. Die Haare des hellgrauen bis weißen Fells der Unterseite sind grau an der Basis und hellgrau bis weiß an den Spitzen. Im späten Frühjahr oder zeitigen Sommer sowie im Herbst finden Fellwechsel statt.
Die Rocky-Mountains-Wühlmaus hat Drüsen an den Hüften, die bei Männchen größer sind. Weitere Drüsen befinden sich am Mund, auf der Brust, an den Füßen und am Anus. Mit dem Drüsensekret wird das Revier markiert. Allgemein hat dieses Nagetier einen diploiden Chromosomensatz mit 24 Chromosomen (2n=24). Populationen in Oregon weisen 22 Chromosomen pro Satz auf (2n=22).

## Verbreitung
Das Verbreitungsgebiet reicht vom südlichen British Columbia (Kanada) über Washington, Montana, Oregon, Idaho, Wyoming, Nevada, Utah und Colorado bis ins zentrale Kalifornien, nördlich Arizona sowie nördliche New Mexico (alle Vereinigte Staaten). Eine disjunkte Population lebt im zentralen Grenzgebiet zwischen Arizona und New Mexico. Die Art hält sich im Hügel- (ab etwa 800 Meter Höhe) und Bergland auf. Ein exakter Höhenrekord ist nicht in den Quellen notiert, außer der Angabe, dass die Rocky-Mountains-Wühlmaus Bereiche gut über der Baumgrenze besucht. Als Habitat dienen Bergwiesen, Lichtungen, Grasstreifen an Feldrändern und an Wasserläufen sowie Weideflächen.

## Lebensweise
Diese Wühlmaus teilt ihr Revier mit anderen Feldmäusen. Vermutlich bevorzugen die verschiedenen Arten unterschiedliche Mikrohabitate. Die Art kann tag- und nachtaktiv sein, wobei sie Temperaturen ab 31 °C nicht im freien übersteht. Zu diesen Zeiten und zur Ruhe zieht sie sich in ihren unterirdischen Bau zurück. Die Individuen halten keinen Winterschlaf und legen ihren Bau auch in der Schneedecke an. Manchmal werden Baue von Taschenratten weitergenutzt. Exemplare gleichen Geschlechts haben abgegrenzte Territorien und Männchen sind aggressiver als Weibchen, vor allem im Frühjahr.
Die Rocky-Mountains-Wühlmaus bewegt sich auf dem Boden und frisst Blätter, Kräuter, Gräser, Sauergräser und Wurzeln. Dokumentierte Nahrungspflanzen sind Vicia americana, Eremothera minor (Nachtkerzengewächse), Kammquecke und Arten der Gattung Distichlis (Süßgräser). Gelegentlich zählen Pilze zur Nahrung. Meist kommen bei Weibchen zwei Würfe pro Jahr vor, die durchschnittlich sechs (maximal 10) Neugeborene enthalten. In Wyoming sind die Würfe alle drei bis vier Jahre am größten. Zeitig im Jahr geborene Weibchen können sich unter guten Bedingungen nach vier bis fünf Wochen erstmals paaren. Zur Aufzucht der jungen polstert das Weibchen den Bau mit Gras. Die Trächtigkeit dauert etwa 21 Tage und der Vater lebt nicht mit im selben Bau. Jungtiere erden nach etwa 15 Tagen selbstständig.
Diese Wühlmaus hat verschiedene Feinde wie Eulen, Falkenartige, Füchse, Dachse und Kojoten.

## Taxonomie
Im Handbook of the Mammals of the World werden 14 Unterarten unterschieden. Genetische Differenzen zwischen diesen könnten in Zukunft zur Aufspaltung der Art führen. Der Artzusatz im wissenschaftlichen Namen ist das lateinische Wort für Bergland oder Bergbewohner.

## Gefährdung
Für die Art liegen keine Bedrohungen vor. Die periodisch veränderliche Geburtenrate führt zu auffälligen Schwankungen der Populationsgröße. Die IUCN listet die Rocky-Mountains-Wühlmaus als nicht gefährdet (least concern).